# Bityla thoracica
Bityla thoracica là một loài bướm đêm trong họ Noctuidae.